# Peremesgumós susulyka
A peremesgumós susulyka (Inocybe mixtilis) a susulykafélék családjába tartozó, Európában és Észak-Amerikában elterjedt, lomberdőkben és fenyvesekben élő, mérgező gombafaj. 

## Megjelenése
A peremesgumós susulyka kalapja 2-4 (5) cm széles; alakja eleinte domború később harangszerű, közepe többnyire csúcsos/púpos. Színe szalma-, halványokker- vagy barnássárga; a közepe általában sötétebb. Felülete nedves időben kissé nyálkás.
Húsa fehéres vagy piszkosfehér. Íze nem jellegzetes; szaga savanykás, kissé a spermára emlékeztet.
Közepesen sűrű lemezei hasasok, a tönkhöz épphogy hozzánőttek. Színük fiatalon fehéresszürke, később szürkésokker.
Tönkje max. 6 cm magas. Tövén jellegzetes peremes gumó található. Színe fehéres, halvány szalmasárgás. Felülete végig deres.
Spórapora dohánybarna. Spórája szabálytalan, erősen dudoros, mérete 7-9 x 5-6 µm. 

### Hasonló fajok
Hasonlít hozzá a csillagspórás susulyka, amely szintén peremesen gumós, de nagyobb, kalapja erősen, sugarasan szálas, felrepedező, spórái pedig jellegzetes csillag alakúak. A répatönkű susulyka gumója kisebb, sohasem peremes, kalapja mogyoró- vagy sötétbarna. A tobozspórás susulyka tönkje szintén peremesen gumós, de spórái nagyobbak és felületük tobozszerűen dudoros; kalapja okkeres, bőre felrepedező. Valamennyi mérgező. 

## Elterjedése és termőhelye
Európában és Észak-Amerikában honos. Magyarországon nem ritka.
Lomberdőkben és fenyvesekben egyaránt előfordul, különböző talajtípusokon. Júniustól októberig terem.  

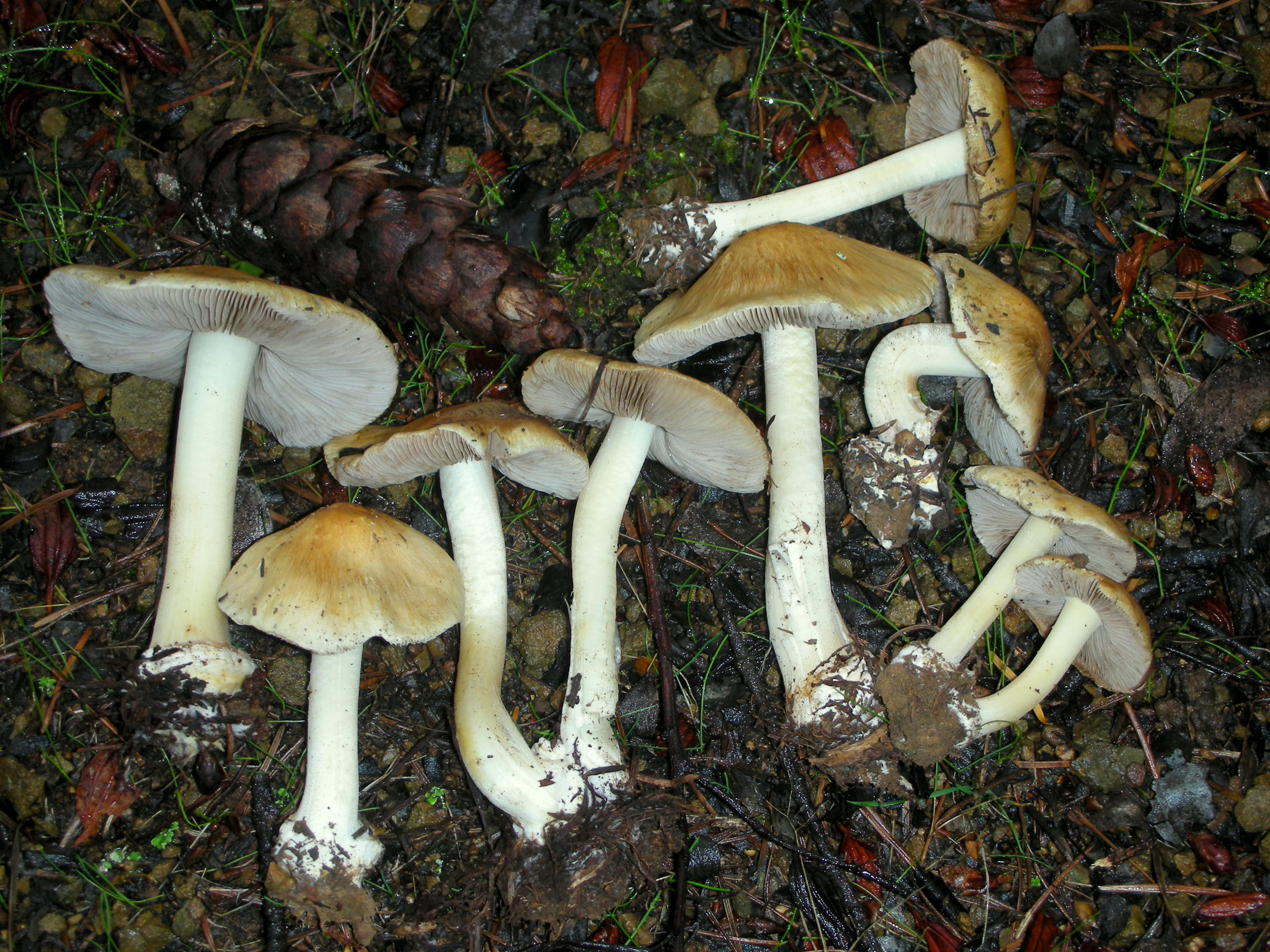
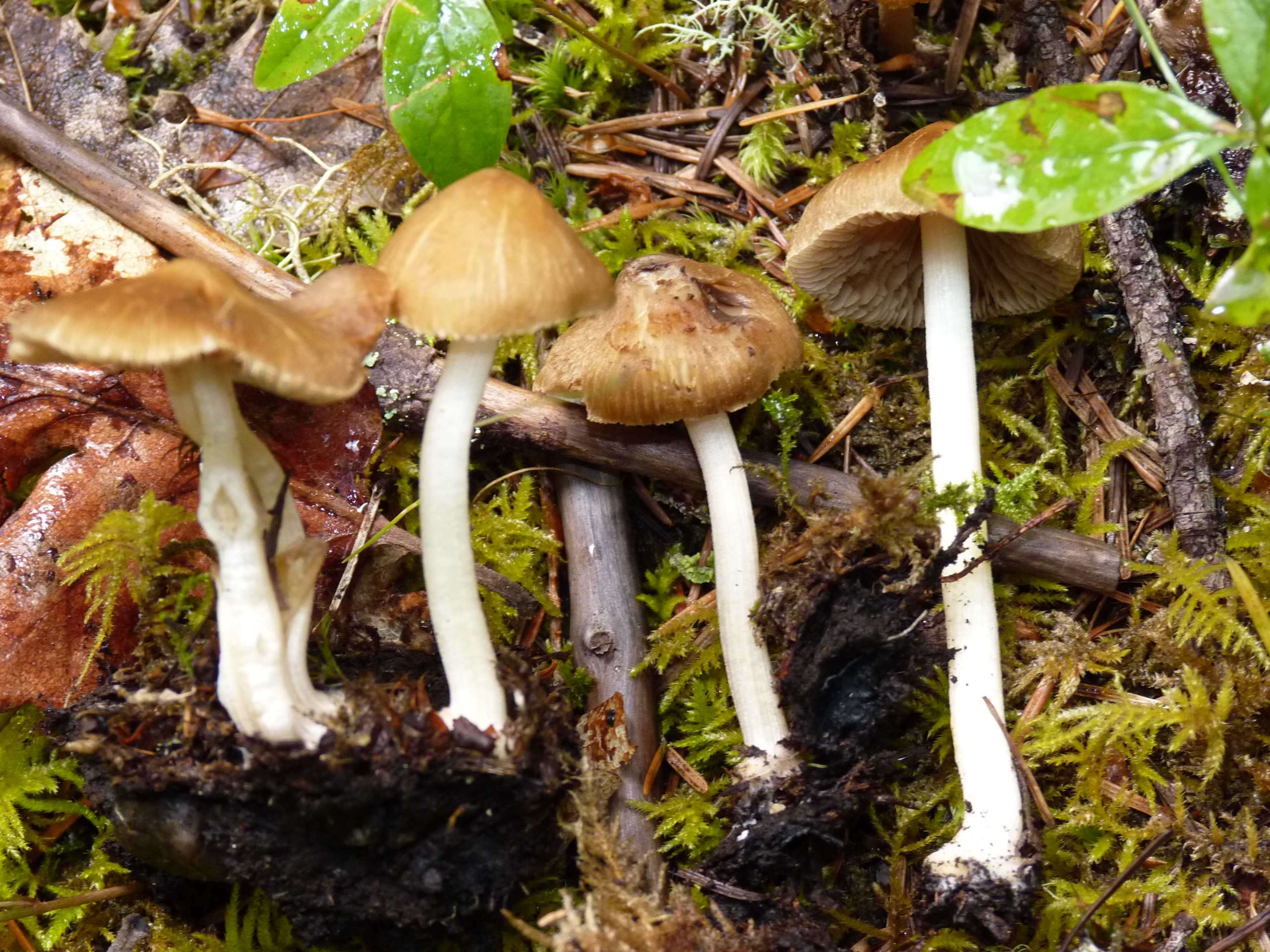
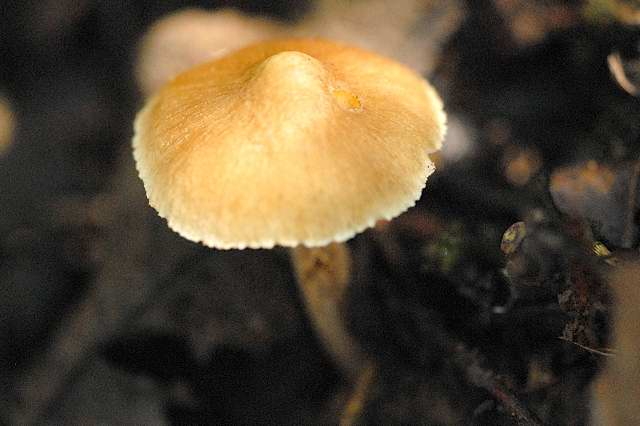
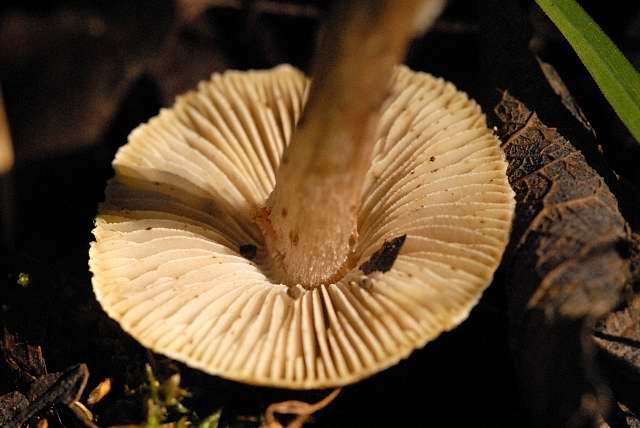
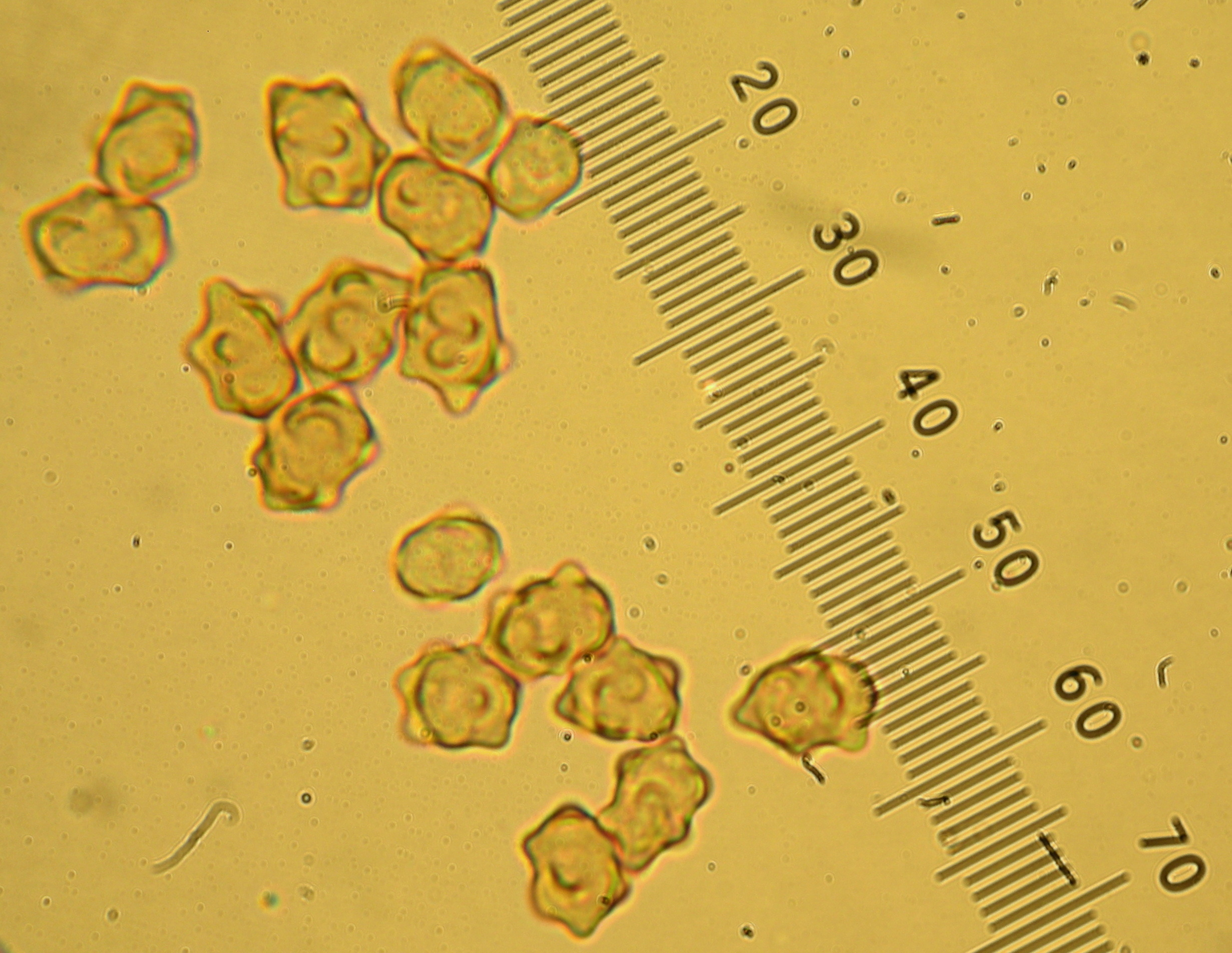

Mérgező, muszkarint tartalmaz.  